# Масово измиране креда – терциер
Масовото измиране през периодите креда и терциер (също и известно като Кредо-палеогенско масово измиране), накратко масово измиране K–T или K–Pg, е широкомащабно масово измиране на растителни и животински видове в рамките на кратък геоложки период от време, случило се преди около 65,5 милиона години.
То има своя характерен отпечатък в геологичните пластове – тънка линия, която може да се наблюдава на различни места на Земята, известна като К-Т граница. С това масово измиране се отбелязва краят на мезозойската ера и началото на неозойската. 
Фосили на нелетящи динозаври се откриват само под К-Т границата. Нелетящите динозаври измират още в началото на периода на масово измиране, някои техни представители – по време на периода.  Незначителен брой фосили на динозаври се откриват над тази граница. Става въпрос за т.нар преработени фосили, т.е. такива, които са били извадени отново на повърхността след ерозия на стария геологичен пласт и повторно погребани под нов седиментен земен пласт.  Мозазаврите, плезиозаврите, птерозаврите, както и много видове растения и безгръбначни измират. Бозайниците и птиците преминават през К-Т границата с малък относителен дял на измиране. Тези групи претърпяват еволюционен разцвет. Темповете на измиране и еволюционен разцвет варират значително при различните групи организми. 
Множество учени развиват теории, че масовото измиране К-Т е причинено от едно или повече катастрофални събития, сред които масирано падане на астероиди или увеличена вулканична активност. Някои кратери, образували се вследствие на ударите от астероиди и вулканичната активност в терасите на платото Декан в Индия датират приблизително от времето на масовото измиране К-Т. Геологичните процеси е възможно да са довели до намаляване на слънчевата светлина и възпрепятствали фотосинтезата, с което да са причинили екологична катастрофа на Земята. Други изследователи смятат, че измирането е протекло постепенно, поради бавни промени в нивото на океаните или в климата. 

## Характеристики на измирането
Още по време на маастрихт, последния етаж от периода креда, се наблюдава чувствително намаление на биоразнообразието, още преди екологичната катастрофа, указана с границата К-Т. След нея биоразнообразието се възстановява сравнително бавно, въпреки вероятното наличие на много свободни екологични ниши.
Различните групи организми биват засегнати в различна степен. Поради затъмнение на атмосферата от огромни количества прах, количеството слънчева енергия, достигащо повърхността на Земята, намалява чувствително. В резултат фотосинтезиращите видове преживяват упадък или измират. В края на креда, както и в наши дни, фотосинтезиращите организми, като фитопланктон и сухоземни растения, са в основата на хранителните пирамиди. Фактите говорят, че тревопасните животни измират, понеже храната им става оскъдна. Вследствие на това загиват и хищниците, сред които и емблематичният за периода тиранозавър Tyrannosaurus rex.
Изчезват или претърпяват сериозни загуби мекотелите (амонити, сладководни охлюви и миди), както и видовете по хранителната верига, които са се хранили с тях. Така например се смята, че амонитите са били основната храна на мозазаврите, огромни морски влечуги, които измират масово на К-Т границата.
Всеядните, насекомоядните и трупоядните организми оцеляват при масовото К-Т измиране, вероятно поради изобилното наличие на храна за тях. По всичко личи, че в края на креда не са съществували чисто тревопасни животни или бозайници, хранещи се само като хищници. Оцелелите видове птици и бозайници се хранят с насекоми, червеи и охлюви, които от своя страна са се хранили с мъртва растителна или животинска материя. Учените поддържат теорията, че тези организми оцеляват именно защото са се хранили с детрит, за разлика от видовете по веригата, започваща от растенията. 
Малък брой видове от речните съобщества измират. В тях зависимостта от храна от живи растения е по-малка, отколкото от детрита, който се носи по течението.  Подобни, но по-сложни взаимовръзки се открояват в океаните. Измирането засяга предимно животните, живеещи в открито море, отколкото обитаващите по или в морското дъно. В открито море животните зависят почти изключително от биомасата, продукт на първичните продуценти (фитопланктона), докато дънните организми се хранят с детрит или могат да преминат на хранене с детрит.
Най-големите по размери дишащи организми, които оцеляват след масовото измиране, са крокодилите и представителите на сем. Champsosauridae. Те живеят в близост до водни басейни и имат достъп до детрит. Съвременните крокодили могат да се хранят с мърша и да оцеляват месеци наред без храна, а малките им през първите години от живота си са дребни, растат бавно и се хранят основно с безгръбначни, с мъртви организми или остатъци от тях. С това се обяснява оцеляването на крокодилите в края на креда.

### Риби
Съществуват значителни фосилни находки на челюстни риби (надклас Gnathostomata) по цялата К-Т граница. Те дават ясна представа за особеностите на измиране на класовете морски гръбначни. От хрущялните риби, около 80% от акулите, скатоподобните и скатовите оцеляват след масовото измиране , а от семействата на същинските костни риби измират по-малко от 10% . Фосилно находище на масов гроб на същински костни риби е непосредствено над К-Т границата (остров Сеймор, близо до Антарктика) говорят в подкрепа на тези твърдения. Като цяло, условията в морската и сладководната среда смекчават последиците от масовото измиране. 

### Сухоземни безгръбначни
Последиците за насекомите и темповете на измиране при тях могат да се оценят непряко. По фосилните останки от покритосеменните растения от четиринадесет находища в Северна Америка се наблюдава високо разнообразие на насекоми, съдейки по повредите от тях, видими по вкаменелите листа на растенията. След К-Т границата, повредите от насекоми намаляват рязко, и то в продължение на поне 1,7 милиона години, което говори за голямо измиране.

### Сухоземни растения
Разпадането на растителните съобщества в глобален мащаб при К-Т границата е очевидно. Констатират се обаче чувствителни регионални разлики в растителната сукцесия. В Северна Америка данните говорят за мащабно опустошение и масово измиране на растения на К-Т границата, въпреки че чувствителни промени има още преди нея.  Там измират около 57% от растителните видове.
В умерените и полярните ширини на Южното полукълбо, в Нова Зеландия и Антарктика, масовото измиране не води до значителна промяна при растителните видове, а само да драматични и кратковременни промени в относителното обилие на различните растителни групи. Възстановяването на флората през Палеоцена започва чрез реколонизация от папратови видове (указвано в геоложките пластове по натрупванията на папратови спори). В днешно време същият вид реколонизация се наблюдава след вулканичното изригване на връх Сейнт Хелънс, щат Вашингтон, САЩ.
Вследствие на широкомащабното унищожение на растения на К-Т границата, сапрофитните организми изживяват разцвет в развитието си. След тях са например гъбите, които не фотосинтезират, а се хранят с материята на мъртвите растения. Гъбите доминират само докато атмосферата е замърсена и докато има огромно наличие на мъртва органична материя. След като атмосферата се изчиства, фотосинтезиращите организми като папратите и другите растения се завръщат. 

### Земноводни
Няма данни за масово К-Т измиране на земноводни, напротив – по всичко личи, че по-голямата част от тях оцеляват сравнително невредими.  Редица задълбочени изследвания на видове саламандър във фосилни находища в щат Монтана показват, че шест от седем вида не са били засегнати по време на измирането.
Видовете жаби също оцеляват и достигат до палеоцена почти незасегнати от измирането. Това се обяснява със способността им да търсят убежища във водата, да си изравят дупки в седименти, почва, дървесина или под скални отломки.

### Влечуги, непринадлежащи към групата на архозаврите
Двата таксона влечуги, които не се числят към групата на архозаврите, оцеляват при преминаване на К-Т границата. Това са представителите на разред Костенуркови и разред Лепидозаври (змии, гущери и протеи). Представителите на разред Choristodera измират в началото на миоцен. Над 80% от видовете костенурки преминават успешно К-Т границата. Освен това, всички шест семейства костенурки, съществували в края на креда, оцеляват и достигат до терциер и днес имат свои съвременни представители.
Живи представители на лепидозаврите има днес в разредите Клюноглави и Люспести. Първите са били процъфтяваща група лепидозаври през ранния мезозой, до настъпилия упадък в средата на креда. Днес са представени от един-единствен род, ендемичен за Нова Зеландия.
Разред Люспести, представен в наши дни от гущерите, змиите и протеите, заема през юра успешно различни екологични ниши и процъфтява и през креда. Те оцеляват през К-Т границата и в наши дни представляват най-успешната и разнообразна група съвременни влечуги, представена от над 6000 вида. Няма данни нито едно семейство от сухоземните Люспести да е измряло на К-Т границата, а фосилните данни показват, че те не са понесли чувствителни загуби по брой. Малкият им размер, приспособяващият се метаболизъм и способността им да се придвижват до по-благоприятни местообитания са били ключови фактори за оцеляването им по време на креда и ранния палеоцен.
Морските влечуги обаче, включващи мозазаврите и плезиозаврите – гигантски морски влечуги, хищници от най-високо стъпало на хранителната пирамида – измират в края на креда. 

### Архозаври
Групата на архозаврите включва два разреда със съвременни представители – крокодили (от които единствените оцелели семейства са алигаторови, крокодилови и гавиалови) и птици, заедно с изчезналите динозаври и птерозаври.

#### Крокодили
Десет семейства крокодили са представени във фосилните данни от маастрихт, от които пет измират преди К-Т границата. Пет семейства имат фосили и в маастрихт, и в палеоцен. Всички оцелели семейства обитават сладководни и сухоземни местообитания, с изключение на семейство Dyrosauridae, които живеят в сладководна и морска среда. Около половината от представителите на крокодилите оцеляват през К-Т границата. Единствената явна закономерност е, че нито един от гигантските крокодили (като например северноамериканският Deinosuchus) не оцелява. Оцеляването на крокодилите се дължи най-вероятно на това, че обитават водни ниши и че притежават способност да копаят дупки и се крият в тях, избягвайки по този начин неблагоприятното влияние на околната среда по време на К-Т границата.

#### Птерозаври
Едно-единствено семейство птерозаври, Аздархидови, е било със сигурност представено през мастрихт, и измира по време на К-Т границата. Тези огромни птерозаври са били последните представители на залязваща група от 10 семейства по средата на креда. По-малките птерозаври измират по време на мастрихт, по което време множество дребноразмерни видове преживяват упадък, за сметка на разцвет на по-едроразмерните. Едновременно с това съвременните птици претърпяват диверсификация и заместват архаичните птици и групата на птерозаврите, вероятно вследствие на директна конкуренция или поради заемане на освободени ниши. 

#### Динозаври
За масовото измиране на динозаврите на К-Т границита е публикувано повече, отколкото за която и да е друга група организми. С изключение на няколко оспорвани случая, всички нелетящи динозаври изчезват. Няма данни нелетящите динозаври през късния мастрихт да са можели да ровят дупки, да плуват или да се гмуркат, поради което не са били способни да намерят убежище от екологичния стрес по време на К-Т границата. Възможно е дребни по размер динозаври да са оцелели, но липсата на храна, валидна за всички растителноядни динозаври, се е оказала решаваща и за тях. Скоро след това и хищните динозаври са били изправени пред проблем с намирането на достатъчно храна.

#### Птици
Много палеонтолози разглеждат птиците като единствените оцелели динозаври. Все пак всички архаични видове птици измират, сред които процъфтяващи групи като Enantiornithes и Hesperornithes.  Редица изследвания на фосили на птици показват наличие на диференциация на видовете преди К-Т границата. Видове, близки до патицата и кокошката, са съществували съвместно с нелетящите динозаври. Оцелелите видове надживяват К-Т границата благодарение на способностите си да се гмуркат, плуват или търсят убежище във водата, в блата или мочурливи зони. Редица птичи видове могат да си правят дупки, гнездят в хралупи на дървета или в гнезда на термити, като по този начин се укриват от непосредственото влияние на околната среда при К-Т границата. Оцеляването в дългосрочен план се дължи на освободените от изчезналите динозаври ниши.

### Бозайници
В Северното полукълбо представителите на семействата на двуутробните загиват, но в Южното – в Австралия и Южна Америка, оцеляват. Другите семейства бозайници, включващи еднопроходните, многотуберкуловите и плацентните – прародителите на повечето съвременни бозайници, оцеляват след К-Т границата.  Диверсификацията на видовете бозайници започва около 30 милиона години преди К-Т границата. По време и след К-Т границата диверсификацията обаче забавя своя ход, което говори за това, че по време на креда бозайниците запълват екологични ниши, които са в по-малка степен подложени на унищожително влияние.  Някои разреди бозайници обаче претърпяват диверсификация точно по време на К-Т границата, сред които прилепите, китоподобните и чифтокопитните бозайници, в резултат на намалената конкуренция за съответните ниши. 
Бозайниците, живели на К-Т границата, са сравнително малки по размери (тегло под 1 kg), което им позволявало да намират убежища в различни среди. Освен това, множество ранни еднопроходни и двуутробни са живеели частично във водата или са си прокопавали дупки, което им осигурява защита от стресови влияния на околната среда на К-Т границата.

## Продължителност
Продължителността на периода от време, необходимо за масовото измиране, е дискусионен въпрос. Според някои теории, обясняващи масовото измиране, то настъпва бързо в рамките на сравнително кратък период (няколко години до няколко хиляди години), докато според други е необходимо повече време. Трудността да се реши този въпрос идва от т.нар. „ефект на Сигнор-Липс“ – поради непълни фосилни данни, съществува вероятност повечето измрели видове да са изчезнали реално по-късно от времето, датирано по най-младия намерен фосил. Открити са твърде малко на брой непрекъснати находища в скали, съдържащи фосили, които обхващат периода от около 1 милион години преди К-Т границата до няколко милиона години след нея. 

## Доказателства

### Северноамерикански фосили
В северноамериканските сухоземни редици, масовото измиране е чудесно представено по явното несъответствие между богатия на фосилни данни късен Мастрихтски слой и слоя след К-Т границата.
Понастоящем най-богатата редица от фосилни данни се намира в скалите на щата Монтана (САЩ), и по-точно във формациите Хел Крийк, Лейнс и Сколърд. Фосилните легла се намират в страта, обхващаща периода от 83,5 милиона години до 64,9 милиона години в миналото, т.е. кампанския и мастрихтския етажи на креда до началото на палеоцена. Те онагледяват промените в популациите на динозаврите, настъпили през последните 18 милиона години от креда. Въпреки че формациите в Хел Крийк, Лейнс и Сколърд предоставят изобилна информация, те покриват сравнително малка територия, поради което не може да се приеме, че тези формации отразяват по един представителен начин в световен мащаб живота на динозаврите в края на креда.
В сравнение с останалите групи скали, средата и краят на кампан се характеризират с по-голямо биоразнообразие. Късните мастрихтски скални пластове съдържат повечето членове на няколко основни групи: тиранозаври, анкилозаври, пахицелозаври, Трицератопси и торозаври, което говори за тяхното изобилие преди масовото измиране.
В богатите на фосили на динозаври скали има и фосили на растения, с което може да се проследи намалението на растителните видове при преминаване на К-Т границата. В седиментите под границата преобладава поленът на покритосеменните растения, докато над нея съдържанието на полен е твърде малко, като преобладават спори на папрати. Постепенно в пластовете над К-Т границата нивото на съдържание на полен се възстановява. Това говори за опустошените от вулканични изригвания площи, където най-напред се завръщат папратите, изместени по-късно отново от покритосеменните растения. 

## Геологични причини за измирането
Съществуват редица теории, обясняващи К-Т границата и масовото измиране. В центъра на тези теории са: удари върху Земята от чужди тела, активна вулканична дейност или комбинация от двете. Предложен е и сценарий, обединяващ всички предложени причини: вулканизъм, спадане на морското равнище и извънземно влияние. При него сухоземните и морските общества биват подложени на стрес от промените и загубата на местообитания. Най-напред биват засегнати най-едроразмерните гръбначни, динозаврите – и тяхното разнообразие намалява. Същевременно, аерозолни частици с вулканичен произход охлаждат и изсушават цели области от планетата. Накрая настъпва влияние с извънпланетарен произход, което води до разпадане на хранителните вериги, започващи от фотосинтезиращите организми, едновременно във вече подложените на стрес сухоземни и морски хранителни вериги. Основната разлика между последната хипотеза и хипотезите, основаващи се на една-единствена причина, е че последната не е достатъчно силна, за да обясни измиранията и да предизвика наблюдаваните таксономични промени.

### Извънпланетарно влияние
През 1980 г. екип от учени, включващ физика и лауреат на Нобелова награда Луис Алварес, неговият син и геолог Валтер Алварес и химиците Франк Асаро и Хелън Мичълс откриват, че седиментните пластове от границата между креда и терциер навсякъде по света съдържат иридий в концентрации, многократно надвишаващи нормалните (съответно 30 и 130 пъти в първоначално изследваните отрязъци). Иридият е изключително рядък елемент в земната кора поради това, че принадлежи към групата на желязото (по класификацията на Голдшмидт), поради което по време на образуването на планетата потъва във вътрешността под земната кора. Понеже иридият е наличен в изобилие в повечето астероиди и комети, екипът на Алварес предполага, че астероид се удря със Земята по време на К-Т границата. Съществували са и по-ранни хипотези за извънпланетарно въздействие, но дотогава не са били открити съответни доказателства. 
Очевидното последствие от извънпланетарно влияние би било гъст облак, който да спре слънчевата светлина и да възпрепятства фотосинтезата в продължение на няколко години. Това би обяснило измирането на растенията и фитопланктона, както и организмите, които зависят от тях (включително хищници и тревопасни). Малки хранителни вериги обаче, основани на детрит, е можело да имат достатъчен шанс за оцеляване. Оценява се, че аерозоли на сярната киселина биват изхвърлени в стратосферата, което довежда до 10 – 20% намаление на светлината, достигаща до земната повърхност. За разсейването на тези аерозоли биха били нужни около десет години време. Последствията от обратното отлагане на изхвърлените материали в земната атмосфера биха могли да включват краткотрайно (няколко часово), но интензивно излъчване на инфрачервено лъчение с интензивност, сравнима с тази на скара за печене, убиваща всички изложени организми. Възможно е падащите обратно на Земята отломки от взрива да са предизвикали глобална огнена стихия. Високи нива на кислород биха поддържали интензивен горивен процес. Съдържанието на кислород в атмосферата в ранния терциер пада рязко. Ако са се случили повсеместни пожари, те биха довели до увеличение на въглеродния диоксид до временен парников ефект веднага след отлагането на облака от прах. Това от своя страна би унищожило по-уязвимите от оцелелите „дългата зима“. 
Сблъсъкът може да е довел и до образуването на киселинен дъжд, в зависимост от това в какъв тип скала астероидът е нанесъл удар. Последните изследвания показват обаче, че този ефект би било сравнително малък. Химически буфери биха ограничили влиянието на киселинния дъжд. Оцеляването на видове, чувствителни на влиянието на киселинен дъжд (като например жабите), говори за това, че той не е бил основен причинител на измирането. Теориите, основаващи се на извънпланетарно влияние, вървят ръка за ръка само с много бързо протичане на измирането, понеже облаците прах и киселинните аерозоли биха били измити от атмосферата за сравнително кратко време – вероятно под 10 години. 
Последващи изследвания идентифицират кратера Чикшълъб, заровен в близост до едноименния град на полуостров Юкатан (Мексико), като кратерът, който отговаря на датирането на екипа на Алварес. Кратерът Чикшълъб е идентифициран през 1990 г. (въз основа на работата на Глен Пенфийлд през 1978 г.), има овална форма и среден диаметър около 180 km, което отговаря на размера, изчислен от екипа на Алварес. 
Формата и местоположението на кратера свидетелстват за допълнителни опустошителни последствия, освен гъстия облак от прах. Понеже астероидът нанася удар в бреговата част, логично е той да причини гигантски цунами, доказателства за които се откриват навсякъде около брега на Карибско море и източните части на САЩ – морски пясък в места, намиращи се по това време във вътрешността на континента, както и сухоземни скали и растителни отпадъци в морските седиментни пластове, датиращи от времето на удара на астероида. Астероидът нанася удар върху гипсова основа (калциев сулфат), което би довело до огромно количество аерозоли на сярната киселина. Освен намаляване на светлината, достигаща до земната повърхност, това би довело и до киселинен дъжд, убиващ растения, планктон и организми с черупки от калциев карбонат (Coccolithophores и мекотели). Понастоящем палеонтолозите приемат, че преди около 65 милиона години астероид е нанесъл удар върху Земята, но дебатът дали това е било единствената причина за масовото измиране, продължава. 